# Бузин, Александр Иванович
Александр Иванович Бузин (1 октября 1925 — 5 февраля 2022) — советский и российский учёный-искусствовед, кандидат искусствоведения, профессор. Заслуженный деятель искусств Российской Федерации (1995). Почётный гражданин Костромы (1999)

## Биография
Родился 1 октября 1925 года в городе Костроме.
С 1942 года после окончания Костромской средней школы призван в ряды Рабоче-крестьянской Красной армии, участник Великой Отечественной войны в составе 567-го штурмового авиационного полка, 6-й штурмовой авиационной дивизии 6-го штурмового авиационного корпуса, сержант. Воевал на 1-м Белорусском фронте, прошёл боевой путь от Украины до Берлина. За участие в войне был награждён Медалью «За боевые заслуги» и Орденом Отечественной войны 2-й степени.
С 1946 после увольнения из рядов Вооружённых Сил начал работать в комсомольских органах МВД СССР — помощник начальника политического отдела по комсомолу Костромского областного Управления внутренних дел. С 1950 по 1954 годы — инструктор отдела комсомольских органов Костромского областного комитета ЛКСМ.
С 1949 по 1954 годы обучался на заочном отделении исторического факультета Костромского государственного педагогического института имени Н. А. Некрасова. С 1954 по 1960 годы руководил Костромским художественным училищем, в училище так же возглавлял курс по истории искусств и истории СССР, по которым читал лекции. С 1960 года был организатором и первым деканом художественно-графического факультета и одновременно с 1964 года был назначен — заведующим кафедрой изобразительного искусства Костромского государственного педагогического института имени Н. А. Некрасова. Был автором более ста научных работ в области искусствоведения.
С 1969 по 1972 годы А. И. Бузин обучался в аспирантуре при НИИ теории и истории изобразительных искусств Академии художеств СССР, после чего в 1972 году защитил диссертацию на соискание учёной степени кандидата искусствоведения по теме: «Красносельский ювелирный промысел XVIII в. — 60 гг. XX в. : (К вопросу развития народных традиций в советском декоративно-прикладном искусстве)». В 1974 году А. И. Бузину было присвоено учёное звание доцента, в 1997 году присвоено учёное звание — профессора.
27 ноября 1995 года «за заслуги в области искусства» А. И. Бузину было присвоено почётное звание — Заслуженный деятель искусств Российской Федерации.
В 1999 году «за выдающиеся заслуги в области искусства» А. И. Бузину было присвоено почётное звание — Почётный гражданин Костромы.
Скончался 5 февраля 2022 года.

## Награды
- Орден Отечественной войны II степени (6 апреля 1985[1])
- Медаль «За боевые заслуги» (31 мая 1945[2])
- Медаль «За победу над Германией в Великой Отечественной войне 1941—1945 гг.»
- Медаль «За освобождение Варшавы»
- Медаль «За взятие Берлина»
- Медаль Жукова
- Медаль «Труд. Доблесть. Честь» (Костромская область, 1 октября 2015) — за особо выдающиеся заслуги в развитии культуры и искусства в Костромской области

### Звания
- Заслуженный деятель искусств Российской Федерации (1995[6])

### Другие награды
- Золотая медаль имени В. И. Сурикова — за выдающийся вклад в изобразительное искусство России[4]
- Лауреат премий имени Д. Н. Лихачева, Л. И. Уманского и Н. П. Шлейна[4]